# Surveillance (film, 2007)
Pour les articles homonymes, voir Surveillance.
Pour plus de détails, voir Fiche technique et Distribution.
Surveillance, parfois titré Surveillance 24/7 aux États-Unis, est un thriller de Paul Oremland, avec Sean Brosnan et Simon Callow.
Ce film est sorti en DVD le 25 février 2009.

## Synopsis
Adam, professeur dans un collège privé, est un habitué des sorties à Londres les week-ends. Il a rendez-vous un soir avec un jeune Jack Raven, un photographe de la haute société, qui, par la suite, lui montre une seule preuve sur une affaire d’état concernant l’homosexualité d’un membre de la famille Royale dans laquelle Adam est impliqué. Tout s'écroule autour de lui : Jake est retrouvé mort. Considéré comme suspect, il ne lui reste plus qu'à fuir, échappant aux quatre millions de caméras figés dans tout Angleterre, afin de découvrir la vérité.

## Fiche technique
- Musique : Helen Jane Long
- Photographie : Alistair Cameron
- Montage : Nick Carew
- Production : Tracey Gardiner
- Société de distribution : Peccadillo Pictures
- Langue : anglais

## Distribution
| Acteur          | Rôle       |
| --------------- | ---------- |
| Tom Harper      | Adam Blane |
| Sean Brosnan    | Jake Raven |
| Simon Callow    | St John    |
| Dawn Steele     | Amy        |
| Julian Date     |            |
| Michael Elwyn   |            |
| Abigail Hollick |            |
| Nicholas Jones  | Lord Raven |
| William Osborne |            |
| Ian Rose        |            |

## Anecdotes
- Sean Brosnan est le fils du célèbre acteur Pierce Brosnan.
- Aux États-Unis, le titre du film se donne parfois en Surveillance 24/7 en raison d'un film existant de Jennifer Chambers Lynch sorti un an plus tard.